# Josep Maria Guinart i Solà
Josep Maria Guinart i Solà (Barcelona, 19 de març de 1956) és un polític català, diputat al Congrés dels Diputats en la VIII Legislatura.

## Biografia
Llicenciat en Ciències Empresarials i màster en Direcció d'Empreses per ESADE, llicenciat en Dret per la Universitat de Barcelona i Agent de la Propietat Immobiliària. Funcionari de la Generalitat de Catalunya des de 1982, ha estat gerent de la Comunitat Turística de la Costa Brava (1991-1992) i Delegat Territorial de Justícia a Girona (1992-1995 i 1997-1999). Militant d'UDC des de l'any 1987, a les eleccions municipals de 1995 fou elegit alcalde de l'Escala, i es mantingué en el càrrec fins a 2007.
Entre altres càrrecs, també ha estat vicepresident segon i primer de la Diputació de Girona (1995-1999), president del Patronat de Turisme Costa Brava-Girona (1995-1998), director de l'Escola d'Administració Pública de Catalunya (2000-2003), vocal del Comitè Executiu de l'Associació Catalana de Municipis i Comarques de 1995 a 2007, membre de la Comissió de Govern Local de la Generalitat de Catalunya (1995-2003) i membre de la Junta de Govern del Consorci de la Costa Brava.
A les eleccions generals espanyoles de 2004 fou elegit diputat per la província de Girona per CiU, i fou portaveu de la Comissió de Medi Ambient i portaveu adjunt en la Comissió d'Indústria, Comerç i Turisme. El 2008 no es va presentar a la reelecció. En 2011 fou conseller de la Comissió Nacional d'Energia (CNE) i de la Comissió Nacional de Mercats i Competència.